# United Future New Zealand
United Future New Zealand, in der Kurzform auch United Future genannt und in ihrer Schreibweise als UnitedFuture dargestellt, war eine gemäßigte und als offen geltende liberale Partei der Mitte in Neuseeland.

## Politische Vorstellungen
Die United Future New Zealand steht nach eigenen Angaben für eine offene demokratische und moderne, multikulturelle Gesellschaft, in der Eigenständigkeit, Unabhängigkeit und persönliche Verantwortung gefördert wird. Sie vertritt die freie Marktwirtschaft und möchte Innovation und Kreativität fördern. Die Familie steht bei der Politikgestaltung im Vordergrund.

## Geschichte
Die Partei entstand im November 2000 durch den Zusammenschluss von zwei gemäßigten Parteien der Mitte, der United New Zealand, die 1995 aus der 1994 von Peter Dunne gegründeten Future New Zealand hervorging und der Future New Zealand, die 1998 umbenannt aus der 1995 gegründeten Christian Democrat Party hervorging. Kurz vor der Parlamentswahl im Jahre 2002 war die neue Partei wenig bekannt und attraktiv und lag bei den Umfragen bei 0,5 %. Doch eine über das Fernsehen ausgestrahlte Debatte der Parteiführer kurz vor der Wahl, ließ Peter Dunne erheblich punkten, so dass seine Partei mit 6,7 % der abgegebenen Stimmen und acht Parlamentssitzen aus dem Stand erfolgreich war. Dieser Erfolg ließ sich in späteren Wahlen nicht wiederholen und Konflikte mit dem streng christlich ausgerichteten Flügel machten die Partei nicht attraktiver. In der Wahl 2008 konnte dann lediglich Dunne sein Direktmandat verteidigen.

Altes Logo der Partei (bis 12. August 2007)

Nachdem die Christliche Fraktion innerhalb der Partei, von Peter Dunne auch als christliche Moralisten bezeichnet, unter der Führung von Gordon Copeland die Partei im Mai 2007 verließ, ordnete wenige Monate später Dunne die Partei neu und gab ihr die Linie der gemäßigten Mitte vor. Dazu gehörte auch, dass man sich von dem alten Parteilogo mit dem Farn-Symbol trennte und der Partei ein neues moderner wirkendes Logo gegeben wurde. In der Parlamentswahl am 26. November 2011 verlor die Partei nochmals an Stimmen, konnte sich aber wiederholt nur über das gewonnene Direktmandat von Peter Dunne ins Parlament retten.
Im August 2017 trat Peter Dunne als Parteivorsitzender zurück und machte damit seinem Nachfolger Damian Light platz. Bei den Parlamentswahlen im Jahr 2017 schaffte die Partei den Einzug in das Parlament allerdings nicht mehr.

## Parlamentswahlen
| General Election | Stimmen- anteil | Direkt- mandate | Mandate über Liste | Sitze insgesamt |
| ---------------- | --------------- | --------------- | ------------------ | --------------- |
| 2002             | 6,7 %           | 1               | 7                  | 8               |
| 2005             | 2,7 %           | 1               | 2                  | 3               |
| 2008             | 0,9 %           | 1               | 0                  | 1               |
| 2011             | 0,6 %           | 1               | 0                  | 1               |
| 2014             | 0,2 %           | 1               | 0                  | 1               |
| 2017             | 0,1 %           | 0               | 0                  | 0               |

Quellen: Election New Zealand